# Abronia oaxacae
Espèce
Synonymes
- Gerrhonotus oaxacae Günther, 1885

Statut de conservation UICN

 VU B1ab(iii) : Vulnérable
Abronia oaxacae est une espèce de sauriens de la famille des Anguidae.

## Répartition

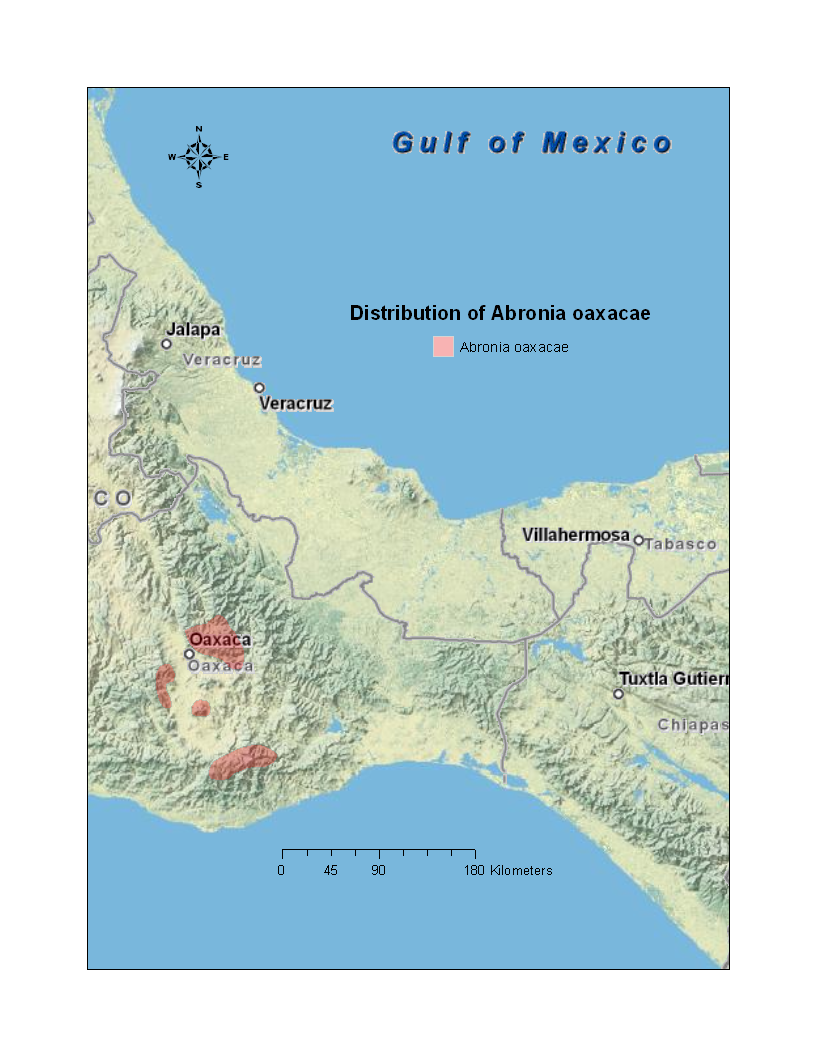
Distribution

Cette espèce est endémique d'Oaxaca au Mexique. Elle se rencontre entre 2 100 et 2 743 m d'altitude.

## Étymologie
Cette espèce est nommée en référence au lieu de sa découverte, l'État d'Oaxaca.

## Publication originale
- Günther, 1885 : Reptilia and Batrachia, Biologia Centrali-Américana, Taylor, & Francis, London, p. 1-326 (texte intégral).